# Angerona postmarginata
Angerona postmarginata là một loài bướm đêm trong họ Geometridae.